# Schloss Göppmannsbühl

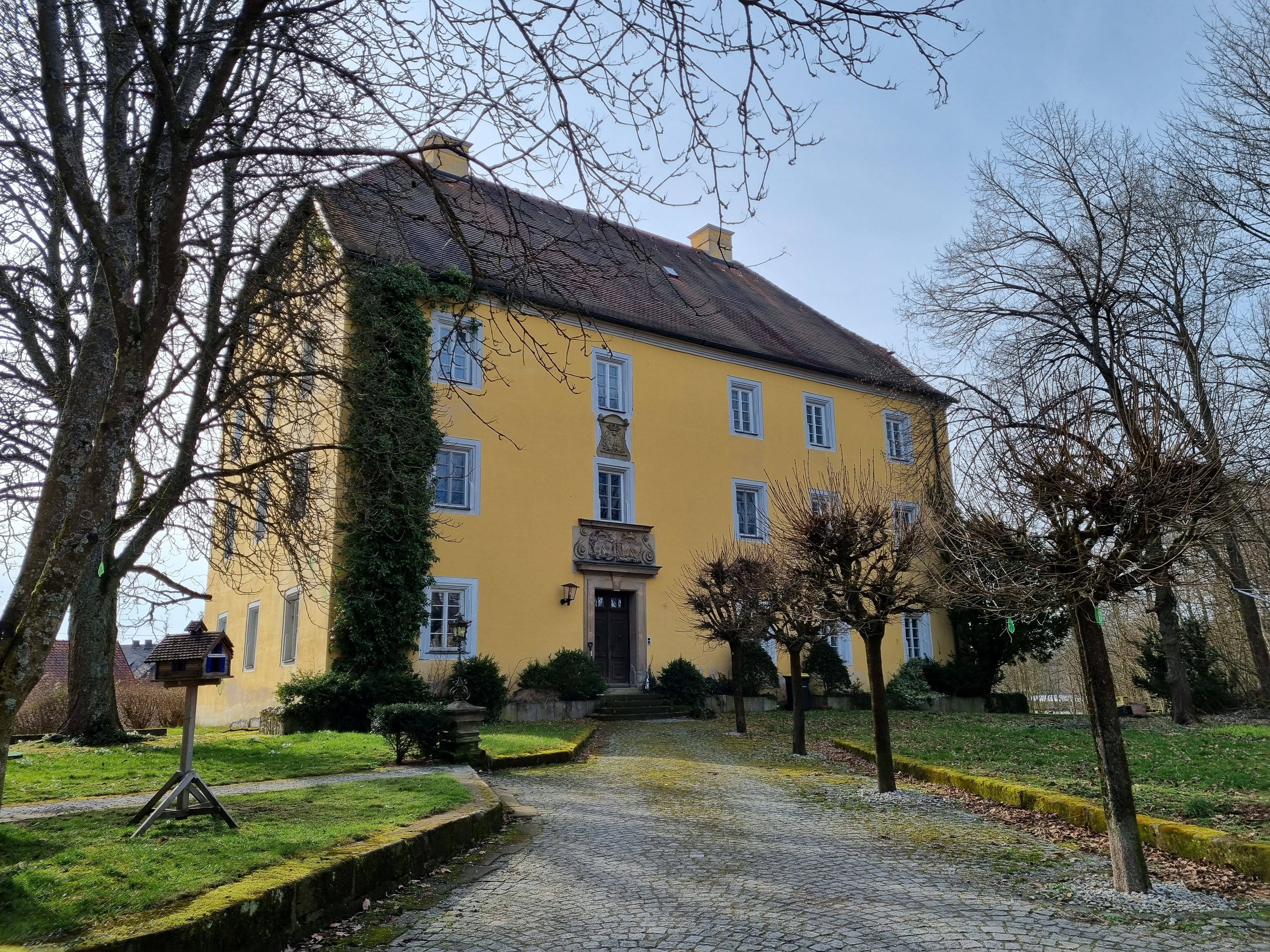
Schloss Göppmannsbühl (2023)

Schloss Göppmannsbühl ist ein Schloss in Göppmannsbühl am Berg, einem Gemeindeteil der Gemeinde Speichersdorf im oberfränkischen Landkreis Bayreuth in Bayern. Die Schlossanlage geht auf das 13. Jahrhundert zurück; nach einem Brand wurde das Schloss 1775 bis 1776 renoviert und durch einen Aufbau auf die heutigen Ausmaße fertiggestellt. Das um einen Innenhof angeordnete Schlossensemble besteht aus dem Herrenhaus, dem Verwalterhaus sowie einem Jäger- und Malzhaus mit Glockenturm.

## Besitzfolge
Erster bekannter Besitzer des Ritterguts Göppmannsbühl war im Jahr 1347 ein „Arnold von Gopplinspühel“. Ab dem Jahr 1369 besaßen es die Tanndorfer als Mannlehen. Sie zählten zum niederen Adel und sind bereits 1223 auf dem Gebiet der heutigen Oberpfalz nachweisbar. Wilhelm von Tanndorf veräußerte den Besitz im Jahr 1507 im Kaufwege an Georg von Streitberg. Dieses 1690 erloschene fränkische Adelsgeschlecht lässt sich bis 1570 als Besitzer von Göppmannsbühl nachweisen. Im Jahr 1574 erwarb es Hans Rephun, der Kastner von Hof und Kammerrat des Markgrafen Georg Friedrich I. war und aus der fränkischen Beamtenfamilie Rephun stammte. Sein Enkel Hans Sigmund Rephun verkaufte das Gut im Jahr 1621 an den brandenburg-kulmbachischen Stallmeister Georg Albrecht von Haugwitz. Dieser Übertrag ging jedoch wohl nicht reibungslos vonstatten, denn im August 1623 wurde Hans Sigmund Rephun von Georg Albrecht von Haugwitz in Kulmbach „unverschuldter Weis tödlich verwundet“. Von Haugwitz hatte vermutlich auch nie in Göppmannsbühl gewohnt, denn bereits im Jahr 1622 veräußerte er es an den Hofmarschall und Hauptmann der Plassenburg, Hans Christoph Muffel von Ermreuth, der später im Dreißigjährigen Krieg einige Bedeutung erlangen sollte. Die von Muffel saßen bis zum Jahr 1680 auf Göppmannsbühl, als sie es an den Hauptmann Jobst Bernhard von Lindenfels veräußerten, der es allerdings bereits im Jahr 1690 gegen das Rittergut Schönwald eintauschte. Somit wurde der brandenburg-kulmbachische Kammerjunker und Oberamtmann Erdmann Friedrich von Raab neuer Besitzer von Göppmannsbühl. Doch auch er behielt das Gut nicht lange, sondern veräußerte es im Jahr 1713 an Georg Christoph von Reitzenstein weiter, der allerdings den Kaufpreis nicht gänzlich entrichten konnte und daher Schulden aufnehmen musste. Nach dessen Tod verkauften die stark verschuldeten Erben Göppmannsbühl im Jahr 1722 an den brandenburg-bayreuthischen Geheimrat, Oberforst- und Jägermeister Casimir von Benkendorff, der jedoch noch im selben Jahr starb und Göppmannsbühl seinen Brüdern überließ. Nach diesen häufigen Besitzerwechseln blieb Göppmannsbühl in den Händen der Familie von Benkendorff und ihrer Nachfahren bis zum Jahr 1965.
Im Jahr 1772 wurde das Gut von einem Mannlehen in ein Söhne- und Töchterlehen bzw. Kunkellehen umgewandelt. Da somit auch weibliche Familienangehörige erbberechtigt waren, wurde der Verbleib in der Familie erleichtert. Tatsächlich starb Georg Sigmund von Benkendorff im Jahr 1786 ohne männliche Erben und Göppmannsbühl ging an seine Tochter Magdalena Dorothea Ludmilla Charlotte über, die mit Hellmuth von Flotow, dem königlich-preußischen Hauptmann und späteren Ersten Kammerdirektor in Bayreuth, verheiratet war. Generationen später, im Jahr 1849, kam das Gut auf dem Erbwege an Caroline von Flotow, die mit dem Leutnant Carl Hubert von Gernler verheiratet war und deren detaillierte Tagebücher einen interessanten Einblick in die Lebensweise des oberfränkischen Landadels bieten. Der letzte adelige Gutsbesitzer – Karl Hubert von Gernler – verkaufte das mittlerweile ruinöse Gut im Jahr 1964 an Hans E. Dreikausen, Architekt in Weiden bei Köln. Das Schloss war seit diesem Zeitpunkt nicht mehr bewohnt und verfiel zusehends, bis es im Jahr 1977 der Bayreuther Architekt Uwe Jannsen und seine Frau Erika Jannsen erwarb. Das Ehepaar Jannsen unterzog das Schloss-Ensemble einer umfassenden Sanierung und setzten dem rapide fortschreitenden Verfall ein Ende. Für ihre hervorragend umgesetzten, originalgetreuen Sanierungsarbeiten bekamen sie im Jahr 1991 den Denkmalpreis der Hypo-Kulturstiftung verliehen. Bis heute befindet sich das Schloss im Besitz der Familie Jannsen.

## Lage
Göppmannsbühl liegt in einem Grenzgebiet, dessen territoriale Zugehörigkeit jahrhundertelang umstritten war. Ursprünglich gehörte es zur Landgrafschaft Leuchtenberg und kam in der zweiten Hälfte des 13. Jahrhunderts unter die Herrschaft der Burggrafen von Nürnberg. Im Jahr 1283 wird Göppmannsbühl unter der Bezeichnung „auf dem Pühel“ erstmals erwähnt, als das Amt Waldeck gebildet wurde. Bereits zu dieser Zeit lag der Ort unmittelbar im Grenzgebiet: Während die Herrschaft Göppmannsbühl zum Burggraftum Nürnberg (d. h. zum burggräflichen Amt Neustadt am Kulm) gehörte, war das Umland Teil des Amtes Waldeck, das zunächst zum Herzogtum Bayern gehörte, im Hausvertrag von Pavia 1329 jedoch der Kurpfalz zugeschlagen wurde. Göppmannsbühl stellte damit eine burggräfliche Enklave dar, die ringsum von pfalzgräflichem Gebiet umgeben war. Über den genauen Grenzverlauf gab es jahrhundertelange Streitigkeiten. Im Jahr 1536 wurde festgelegt, dass der nördliche Teil von Göppmannsbühl (heute Göppmannsbühl am Berg) zum Markgraftum Brandenburg-Kulmbach gehörte (das aus der Burggrafschaft Nürnberg hervorgegangen war), der südliche Teil – heute Göppmannsbühl am Bach – aber unter kurpfälzischer Herrschaft stand. Als Grenze zwischen den beiden Ortsteilen wurde der Tauritzbach festgelegt. Dieser Grenzverlauf wurde im Jahr 1665 in einem Vertrag zwischen Brandenburg-Kulmbach und Kurbayern erneut bestätigt.
Der Göppmannsbühler Schlossbesitzer Georg von Benkendorff beschrieb im Jahr 1771 die Situation wie folgt: „Das Dorf Göppmannsbühl wird durch den kleinen Fluss Tauritz in zwei Teile getrennt, davon der eine katholischer Religion und kurpfälzisch ist, der andere und schlechteste hingegen zu gedachtem Rittergut gehört. Nicht nur allein das Dorf, sondern das Castrum selbst ist ringsumher mit dem pfälzischen territorio umschlossen, so dass man nicht zehen Schritte jenseits darf, um in das pfälzische Land zu treten. Diese Lage bringt unendlich viele Irrungen und Unannehmlichkeiten, sowohl in Ansehung der Religionsausübung als auch in Absicht auf die Vollstreckung des Gerichtszwanges mit sich…“.
Besonders in den dreißiger und vierziger Jahren des 18. Jahrhunderts gab es häufig Streitigkeiten wegen des Zolls, da die Oberpfalz für ihr Gebiet Durchgangszölle erhob und somit Bauern und Krämern den Handel erschwerte. Als das fränkische Fürstentum Bayreuth im Jahr 1791 an das Königreich Preußen fiel, wurde die Bereinigung der Landesgrenzen angegangen. Im sog. Hauptlandespurifikationsvergleich vom 30. Juni 1803 zwischen Pfalzbayern und Preußen wurde Göppmannsbühl an Pfalzbayern abgetreten. Nach der Gründung der Bundesrepublik Deutschland wurde Göppmannsbühl zunächst in den Bezirk Oberpfalz eingegliedert, aber im Zuge der Gemeindegebietsreform 1972 vom aufgelösten Landkreis Kemnath in die Großgemeinde Speichersdorf überführt und kam damit von der Oberpfalz zu Oberfranken (sowie vom Landkreis Kemnath zum Landkreis Bayreuth).

## Baubestand
Die Schlossanlage liegt auf einem Hochplateau am westlichen Ortsrand von Göppmannsbühl am Berg. Während in den älteren Lehenbriefen von 1574, 1621 und 1622 die Gebäude nicht genau beschrieben sind, wurde im Jahr 1690 im Zuge der Gutsübernahme durch Erdmann Friedrich Raab von Schönwald eine detaillierte Auflistung erstellt. Damals waren um einen Innenhof hufeisenförmig angeordnet: das zweigeschossige Schlossgebäude samt einem viereckigen Turm, ein Saalbau und links vom Schlosseingang ein Wasch- und Badehäuschen. Um einen äußeren Vorhof waren folgende Gebäude gelegen: ein Mulz- und Bräuhaus, eine Pferdestallung, zwei Viehställe samt Verwalterwohnung im ersten Stock sowie ein Bau- oder Viehhaus mit Kuhstall, Küche und Stuben. Des Weiteren gab es einen Schafstall, einen Stadel, eine Wagenschupfe und einen Röhrenbrunnen. Neben dem Schlosstor stand ein Stall für drei Pferde. Die gesamte Schlossanlage war von einer Ringmauer umgeben, die auch einen Baum- und Küchengarten mit einschloss. Vor dem Tür lag ursprünglich ein Hopfengarten, der aber 1690 in ein Feld umgewandelt worden war.

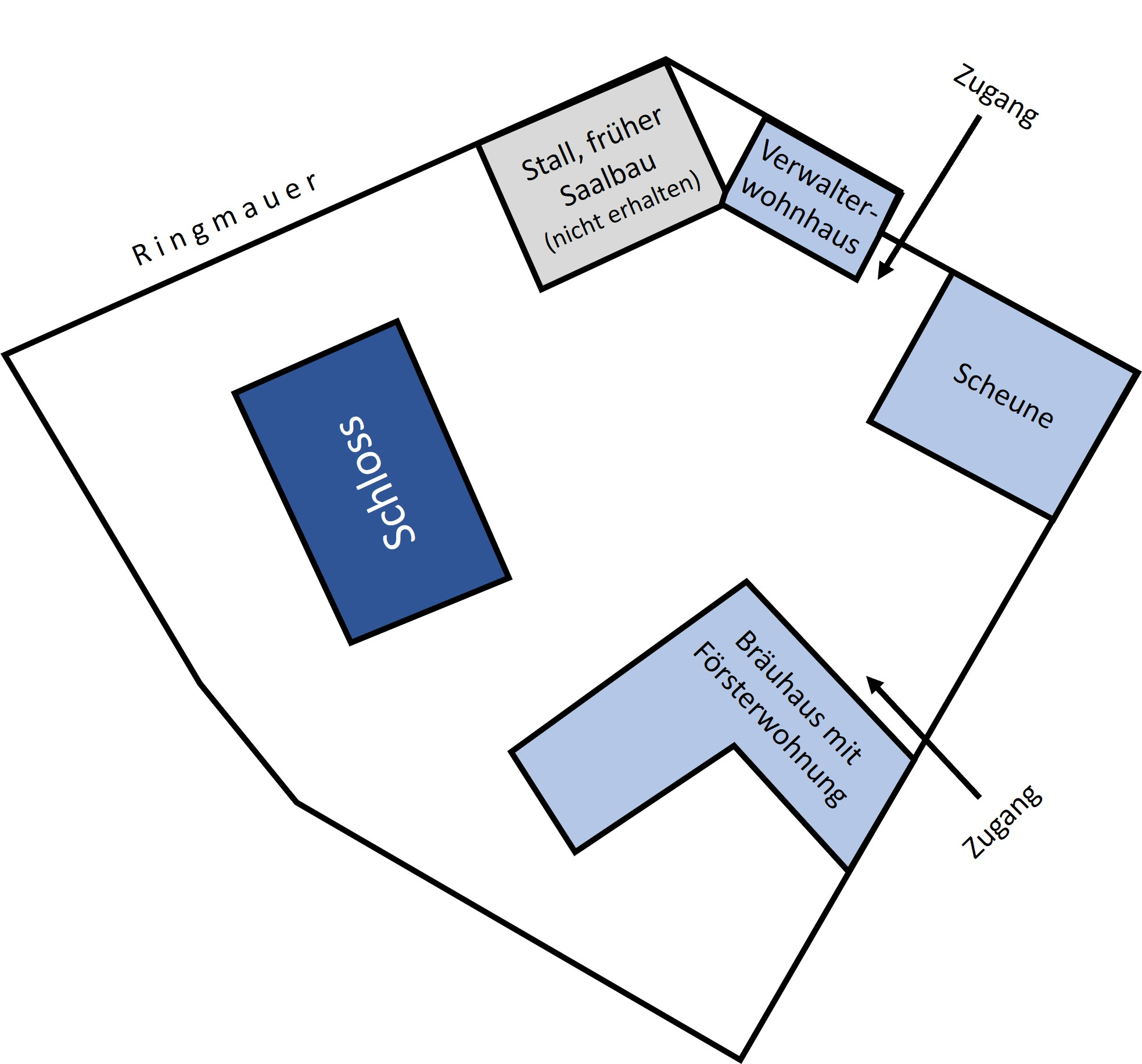
Grundriss Schlossanlage Göppmannsbühl

Bereits im Jahr 1722 waren die Gebäude in einem schlechten Zustand. Kritisch waren unter anderem die Verschiebungen im Giebel des Schlosses, die aufgrund der Untergrundverhältnisse entstanden waren. Generell waren die Dächer aller wichtigen Gebäude schadhaft und wurden daher von der Schlossbesitzerfamilie von Benkendorff erneuert. Am 2. August 1775 kam es zu einem Großbrand, der bedeutende Veränderungen zur Folge hatte. Mehrere Ställe waren abgebrannt, außerdem der Saalbau, der damals bereits als Kuhstall genutzt wurde, die Pächterwohnung, das Bräuhaus, der Rittergutsstadel und die Verwalterwohnung im inneren kleinen Hof. Beim Wiederaufbau, der unmittelbar danach durchgeführt wurde, wurde das Schloss an den geänderten Zeitgeschmack angepasst. Die bisherige Form – ein quadratischer Grundriss, dazu ein eckiger Turm – wurde durch einen Aufbau in einen rechteckigen Grundriss gebracht, wodurch der Turm im Wohngebäude aufging. Bis heute lässt sich der Erweiterungsbau an den unterschiedlichen Abständen der Fensterachsen und einem leichten Knick an den Außenwänden erkennen.
Im Laufe der Zeit verschlechterte sich der bauliche Zustand wieder mehr und mehr, bis die Gebäude 1964 verlassen und durch jahrelangen Leerstand unbewohnbar wurden. Ein großes Verdienst erwarb sich die Familie Jannsen, die das Schloss 1977 originalgetreu restaurierte und damit die Anlage vor dem endgültigen Verfall rettete. Heute besteht das Ensemble aus dem Hauptgebäude, dem Bräuhaus mit der ehem. Försterwohnung, der Scheune sowie dem ehem. Verwalterwohnhaus. Der Stall – d. h. der ehemalige Saalbau – war bereits 1965 einsturzgefährdet und konnte nicht wiederhergestellt werden.

## Wissenswertes

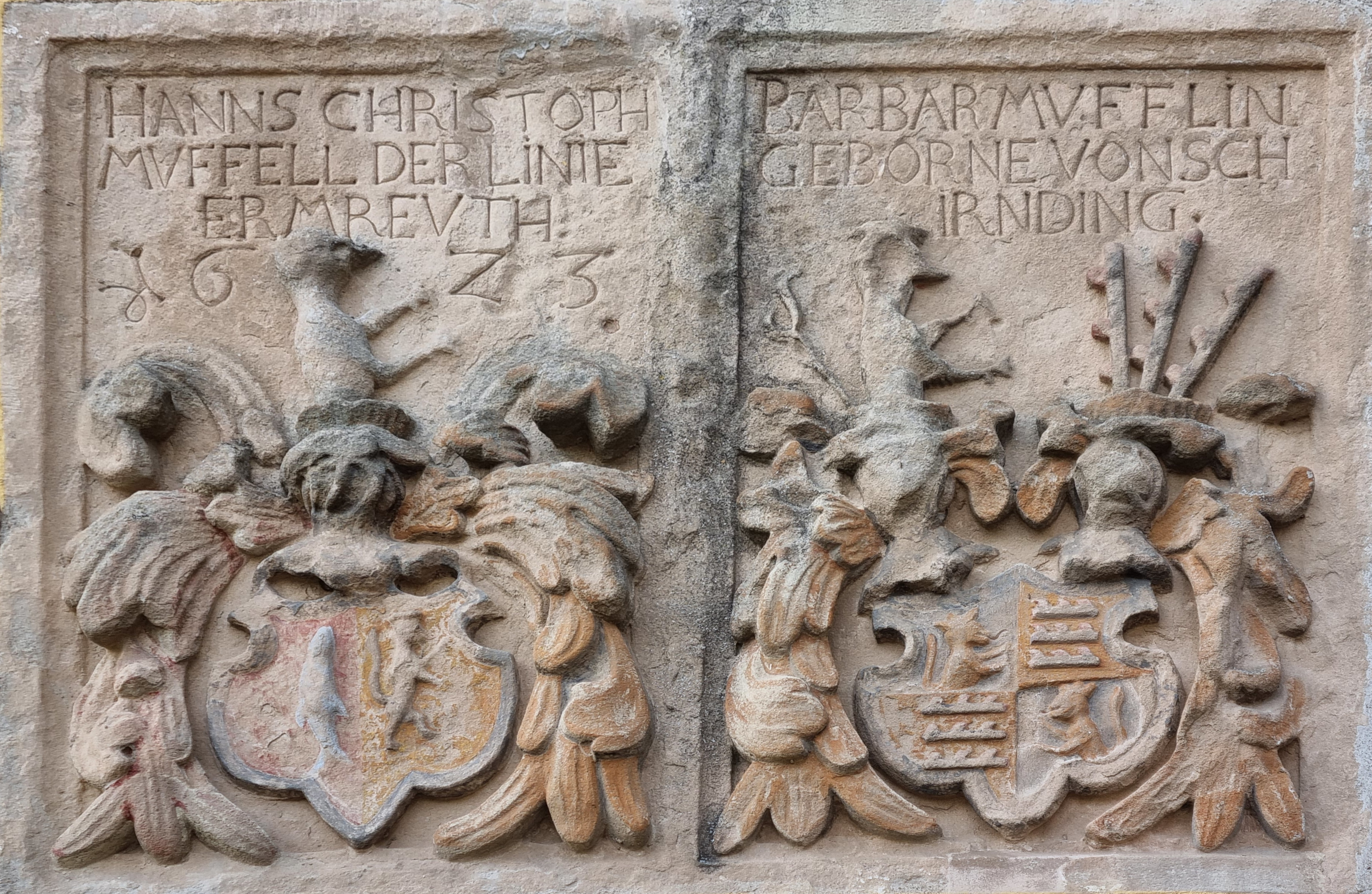
Wappen des Ehepaars von Muffel/von Schirnding am Tor des Schlosses Göppmannsbühl (1623)

Die zahlreich wechselnden Besitzer hinterließen an den Gebäuden zum Teil Erinnerungsorte. So finden sich am Schlosstor, begleitet von der Jahreszahl „1623“, die Wappen der Eheleute Hans Christoph Muffel von Ermreuth und seiner Frau Barbara, geb. von Schirnding. Am Eingang des Hauptgebäudes finden sich darüber hinaus die Ehewappen der Besitzerfamilien von Benkendorff/von Niklot (1723) und von Flotow/von Benkendorff (1788).
Während des NS-Regimes wurde der damalige Schlossherr Karl Hubert von Gernler mehrfach genötigt, SS-Offiziere aufzunehmen und einzuquartieren, wodurch der historische Ahnensaal stark in Mitleidenschaft gezogen worden war. In den Nebengebäuden, aber auch im Schloss selbst wurden außerdem polnische und französische Kriegsgefangene einquartiert, wie Heimatforscher Werner Veigl herausgefunden hat. Nach dem Krieg wurden in den Gebäuden Geflüchtete aus Schlesien und dem Sudetenland untergebracht.
Bei den Renovierungsarbeiten, die durch die Familie Jannsen seit den 1970er-Jahren durchgeführt wurden, fand sich beim Schlossbrunnen eine eingehauene Jahreszahl von 1600 – also aus der Zeit, aus der Hans Sigmund Rephun der Besitzer war. Der Brunnen selbst stammt aus dem Jahr 1690. Bei den Renovierungsarbeiten wurde auch ein unterirdischer, allerdings nicht mehr begehbarer Gang entdeckt, sowie ein Fresko aus der Renaissance-Zeit. Darauf ist ein Trommler mit Kavalier und Dame dargestellt. Außerdem wurde das Grab einer Freifrau von Gernler aus dem Jahr 1922 entdeckt; ihre Gebeine wurden nach Bayreuth umgebettet.

## Sagen
Um das Schloss Göppmannsbühl ranken sich einige Sagen. So soll ein früherer Verwalter eines Tages eine weiße Frau auf dem Dachfenster des Schlosses gesehen haben. Er informierte die Schlossherrin sogleich über den Vorfall. Diese war der Meinung, dass das Erscheinen der weißen Gestalt einen Todesfall zu bedeuten habe. Sie vermutete, dass jemand aus der herrschaftlichen Familie oder ein Angehöriger des Verwalters bald sterben werde – am Ende war es sie selbst, die nach kurzer Zeit verschied.
Eine weitere Sage berichtet, dass einst eine arme Frau des Dorfes die Schlossherrin um eine milde Gabe anbettelte. Nachdem diese aber spöttisch reagierte und der Bettlerin lediglich einen Stein reichte, verfinsterte sich der Himmel und mit einem Donnerschlag wurde die Schlossherrin mit ihrem Gefolge zu Stein.